# Ngọc Huyền
Ngọc Huyền, tên khai sinh Vũ Hà Ngọc Huyền (sinh ngày 28 tháng 6 năm 1970) là nghệ sĩ cải lương người Mỹ gốc Việt. Ngọc Huyền từng đoạt nhiều giải thưởng lớn tại Việt Nam, nhận danh hiệu nghệ sĩ ưu tú và được đánh giá là người đã "đưa cải lương bứt phá khỏi các khuôn mẫu cũ để tiếp cận nhịp sống của thời đại". Suốt thời gian dài, Ngọc Huyền thường xuyên xuất hiện trên các kênh truyền hình trong những chương trình cải lương và các sân khấu lớn tại Việt Nam.

## Tiểu sử và quá trình hoạt động
Cô tên đầy đủ là Vũ Hà Ngọc Huyền, sinh năm 1970 tại Sài Gòn. Gia đình cô di cư vào Nam năm 1954. Cha cô là kiến trúc sư gốc Hà Nội, mẹ nguyên quán ở thị xã Sơn Tây (Hà Nội ngày nay). Ngọc Huyền sinh ra tại Sài Gòn. Gia đình không ai theo nghề nghệ thuật nhưng Ngọc Huyền lại đam mê với nghề này. Được sự ủng hộ và truyền cảm hứng từ mẹ, cô bước vào sân khấu từ năm 14 tuổi bằng sự nghiệp ca hát cải lương.
Năm 1985, Ngọc Huyền hát trên sân khấu Thanh Nga vở tuồng đầu tiên là Những đêm trăn trở.
Từ 1985 đến năm 1989, Ngọc Huyền được học cách hát tuồng Tàu qua các vở tuồng kinh điển. Sau khi gia nhập đoàn cải lương tuồng cổ Huỳnh Long, cô được các nghệ sĩ đào tạo hát Hồ Quảng, rồi tiếp tục được các nghệ sĩ có tiếng khác trong lĩnh vực đào tạo. Cô diễn thành công nhiều loại tuồng, từ tuồng cổ, Hồ Quảng đến các vở ca kịch xã hội hiện đại.
Năm 1992, từ lĩnh vực cải lương, cô tham gia sang các lĩnh vực ca nhạc, điện ảnh.
Ngọc Huyền từng là diễn viên xuất hiện nhiều nhất trong các chương trình băng đĩa trong nước và được khán giả ái mộ gọi cô là "Nữ hoàng chi bảo vidéo", là nghệ sĩ trẻ nhất miền Nam trong lĩnh vực cải lương được Nhà nước trao tặng danh hiệu nghệ sĩ ưu tú vào năm 2001. Tháng 12 năm 2002, cô còn tổ chức liveshow "Mãi mãi ước mơ" tại Nhà hát Hòa Bình ở Thành phố Hồ Chí Minh trong 3 đêm liền, thu hút hơn 5.000 khán giả tham dự. Giáo sư Trần Văn Khê nhận xét: 
“ 
Qua chương trình này, cải lương đã bứt phá ra ngoài những khuôn mẫu cũ để tiếp cận với giới trẻ bằng hơi thở, nhịp sống của thời đại nhưng vẫn giữ được chất mộc mạc, truyền cảm, trữ tình của sân khấu truyền thống.  ”
Sau một thời gian bay show qua Mỹ bằng con đường du lịch và ngụ tại nhà ca sĩ Thanh Tuyền, năm 2002, Ngọc Huyền quyết định tiến tới hôn nhân với Đông Nguyễn - con trai Thanh Tuyền, một sĩ quan trong Không quân Hoa Kỳ. Cô kết hôn và sang Mỹ định cư. Cô có hai người con,  một gái một trai là Hà Tiên và Hà Nam.
Sau đó cô chuyển sang lĩnh vực ca tân nhạc, tân cổ giao duyên và phát hành DVD những trích đoạn Hồ Quảng Tứ đại Mỹ Nhân, giành được sự yêu mến của khán thính giả hải ngoại. Tháng 8 năm 2010, cô tổ chức liveshow mang tên "Giữ Mãi Tình Yêu" kỉ niệm 25 năm ca hát tại Dallas với hai suất diễn trong cùng một ngày, do Trung tâm Asia thu hình và phát hành thành DVD và DVD Karaoke.
Sau 14 năm xa quê hương, cuối năm 2016, Ngọc Huyền được Cục Nghệ thuật Biểu diễn cấp giấy phép làm giám khảo cuộc thi Đường đến danh ca vọng cổ, do công ty TNHH Truyền thông và Giải trí Điền Quân sản xuất và được phát sóng trên kênh HTVC Thuần Việt từ ngày 19 tháng 11 năm 2016.
Năm 2024, Ngọc Huyền được trao giải Ngôi Sao Xanh 2024  giải Nữ diễn viên xuất sắc nhất hạng mục không gian mạng, với bộ phim web drama "Sầu riêng", phát sóng từ ngày 20-9-2024 trên kênh YouTube Ngọc Huyền Official.

## Tranh cãi

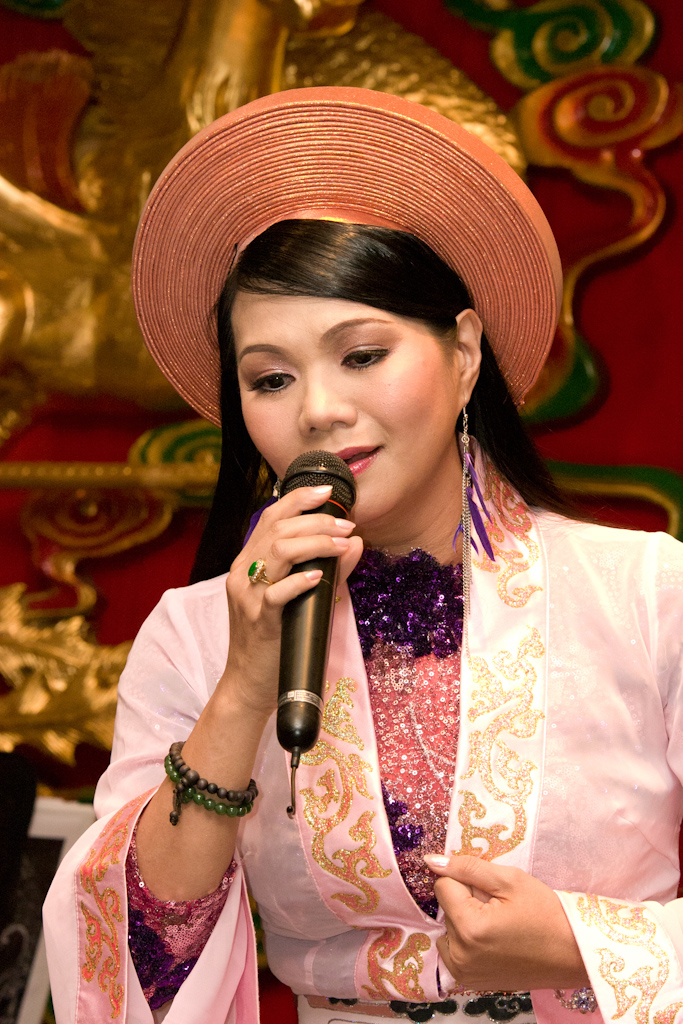

Từ 2003, Ngọc Huyền trở thành ca sĩ độc quyền cho Trung tâm Asia. Cùng thời gian này, cô vẫn tiếp tục tham gia các chương trình văn nghệ tại Việt Nam.
Tháng 7 năm 2005, trong chương trình Asia 46 - Hành trình 30 năm (bị chính quyền Việt Nam xem là "một chương trình phản động được dàn dựng quy mô và hoành tráng"), Ngọc Huyền đã trình bày ca khúc "Quê hương bỏ lại" với biểu hiện bị báo Việt Nam miêu tả là "khóc bi ai", trong bộ áo dài họa hình chữ S trước những mô hình trại tạm cư. Một số bài báo của Việt Nam lên tiếng chỉ trích sự xuất hiện của cô trong chương trình này. Phó Giám đốc Sở Văn hóa - Thông tin Thành phố Hồ Chí Minh còn cho rằng "Chỉ cần một chương trình này thôi, Ngọc Huyền không còn xứng đáng với danh hiệu NSƯT" và còn tuyên bố "ủng hộ ý kiến không cho Ngọc Huyền về nước nữa".
Tháng 4 năm 2007, Trung tâm Asia phát hành bộ đĩa DVD thứ 54 mang tên Bước chân Việt Nam, với mở đầu bằng màn quảng cáo phim Vượt sóng sản xuất ở hải ngoại, được giới thiệu là "bộ phim đầu tiên về tù cải tạo và thuyền nhân". Chương trình có sự tham gia của Ngọc Huyền cùng một vài nghệ sĩ trong nước có tên tuổi như Bảo Yến và Kim Tiểu Long. Bộ Văn hóa - Thông tin Việt Nam đã ban hành chỉ đạo thu hồi bộ đĩa này (vốn chỉ lưu hành lậu dưới dạng đĩa giả tại Việt Nam) vì cho rằng nội dung mang tính chất "phản động" và "có nhiều bài hát có minh họa hình ảnh và lời bình đả kích chế độ". Tuy nhiên, sau lệnh cấm, có đánh giá rằng việc báo chí lên tiếng hay việc chỉ đạo thu hồi bộ đĩa từ phía nhà cầm quyền chỉ có tác dụng làm tăng gấp đôi giá đĩa lậu và đĩa vẫn tiếp tục được bán rộng rãi trên thị trường chợ đen; các cơ quan chức năng không thể kiểm soát hết được.
Năm 2008, trong chương trình Asia 58 - Lá thư từ chiến trường, trước phông màn lửa cháy và pháo nổ, Ngọc Huyền xuất hiện trên chiếc xe jeep trong trang phục áo dài cách điệu, trình bày ca khúc "Thương về vùng hỏa tuyến" với phần ca từ mà báo Công an Thành phố Hồ Chí Minh diễn đạt là kể về "vùng hỏa tuyến lửa máu, xóm thôn hoang tàn đổ nát". Việc xuất hiện trên video này khiến cho Ngọc Huyền lại bị nhiều báo tại Việt Nam chỉ trích, trong đó tờ báo Công an Thành phố Hồ Chí Minh cho rằng cô đã "rên rỉ nức nở các bài hát xuyên tạc đất nước...", "không đúng sự thực về quê nhà". Về việc này, Ngọc Huyền nói: 
“ ... em cảm giác rất buồn. Khi người nghệ sĩ hay ca sĩ cầm một ca khúc để hát hoặc nhận một vai để diễn, họ chỉ biết đặt mình vào nhân vật đó chứ họ không nghĩ mình đứng bên lề chính trị này hay lề chính trị kia. Những người viết báo đó đã không thương cho những người làm nghệ thuật. ”
Sau sự kiện này, việc tước bỏ danh hiệu và việc cấm biểu diễn của cô cũng được chính quyền xét lại nhưng chưa được chính thức xử lý vì cô đã định cư ở nước ngoài.
Tháng 1 năm 2010, phần của Ngọc Huyền cũng không được phía Việt Nam đưa vào cuộc triển lãm chuyên đề "Nữ nghệ sĩ cải lương miền Nam" tổ chức tại nước này.
Cuối năm 2016, Ngọc Huyền được Cục Nghệ thuật Biểu diễn cấp giấy phép cho làm giám khảo cuộc thi Đường đến danh ca vọng cổ. Trả lời VietNamNet, ông Nguyễn Đăng Chương, Cục trưởng Cục nghệ thuật biểu diễn cho biết: "Sau khi có văn bản xin của Ngọc Huyền thì Bộ VHTT&DL có chỉ đạo Cục xem xét để cấp phép cho Ngọc Huyền. Chúng tôi đã xin ý kiến các cơ quan chức năng và nhận được sự đồng ý nhất trí với trường hợp này. Vì lỗi lầm của Ngọc Huyền cũng xảy ra khá lâu, hơn chục năm rồi và người ta cũng ăn năn hối cải..."

## Quan điểm
Về việc định cư ở nước ngoài, Ngọc Huyền cho biết cô "không hối hận khi quyết định ra đi" và "nếu thật sự mình yêu nghề, yêu sân khấu thì nơi đâu mình cũng vẫn có thể bảo tồn và phát triển loại hình nghệ thuật mình yêu mến và đeo đuổi."
Trong cuộc phỏng vấn vào đầu năm 2005, nhân nói về chuyện hôn nhân xa xứ của cô, cô bày tỏ:
“ Nhìn lại mọi chuyện, em thấy tất cả như định mệnh bày sẵn. Em không biện bạch cho mình mà đây chỉ là những bộc bạch..., nếu khán giả thương, hiểu cho Huyền thì đó là hạnh phúc lớn dành cho nghệ sĩ. Khi còn là một cô bé, em đã có nhiều suy nghĩ về thần tượng của mình - những nghệ sĩ tài danh. Họ luôn là người sống chân thật, vì thế, họ mới truyền tải tới khán giả những nhân vật trên sàn diễn, mà khán giả có thể khóc, cười với nhân vật đó. Cũng có người cho rằng diễn xuất là sân khấu... Nhưng cuộc đời là sân khấu, sân khấu chính là cuộc đời... ”

## Thành tích
- Huy chương vàng hội diễn chuyên nghiệp toàn quốc 1990 và 2000.
- Huy chương vàng giải Trần Hữu Trang năm 1991
- Diễn viên được ưa thích nhất năm 1991, 1992 và 1993.
- Giải Mai vàng (1995, 1996, 1997 và 2002)
- Nghệ sĩ ưu tú (2001) [3]
- Ngôi Sao Xanh 2024 giải Nữ diễn viên xuất sắc nhất hạng mục không gian mạng.

## Một số sản phẩm văn nghệ

### VHS
- Mực tím mồng tơi (nằm trong băng VHS Ca nhạc - Hài Chuyện 2 người do Hãng phim Phương Nam sản xuất năm 1994)

### CD
- CD Chuyện một người đi
- CD Liên khúc Chuyện hoa sim (với Tuấn Vũ)
- CD Nối Lại Tình Xưa (với Đặng Thế Luân)
- CD Tâm Sự Đời Tôi
- CD Chùa Tôi & Mẹ Tôi
- CD Ơn Mẹ - Đẹp Tình Quê Hương
- CD nhạc Trần Thiện Thanh - Chuyện Một Người Đi
- CD Không Bao Giờ Quên Anh
- CD Liên khúc 5 Mùa - [Asia CDCS34]
- VCD Liveshow 15 năm ca hát "Mãi mãi ước mơ" (2002)
- VCD Tứ Đại Mỹ Nhân (2008)

### DVD

#### Nước Mắt Người Viễn Xứ (2007)
Tác giả: Song Kiều
Đạo diễn: Nguyễn Quý
Nghệ sĩ: Ngọc Huyền, Kim Tiểu Long, Phượng Liên, Ngân Tuấn, Trinh Trinh, Kiều Sương, Gia Bảo, Hà Tiên

#### Liveshow Câu Hát Tình Quê (2008)
1. Câu Hát Tình Quê (Trần Quang Lộc)
2. Người Yêu Của Lính (Trần Thiện Thanh)
3. Lối Về Đất Mẹ (Duy Khánh)
4. LK Mẹ Yêu (Ngọc Sơn, Trần Long Ẩn)
5. Tình Đẹp Mùa Chôm Chôm (Tân nhạc: Giao Tiên, Vọng cổ: Viễn Châu) - Ngọc Huyền, Đặng Thế Luân
6. LK Hình Bóng Quê Nhà & Hương Tóc Mạ Non (Thanh Sơn) - Ngọc Huyền, Đặng Thế Luân
7. Giọng Ca Dĩ Vãng (Bảo Thu)
8. LK Một Lần Dang Dở (Huỳnh Anh, Nhật Ngân)
9. Sầu Lẻ Bóng (Anh Bằng)
10. Tâm Sự Huyền Trân (Bạch Mai, Ngọc Huyền)
11. Tiếng Hát Mường Luông (Lê Dinh) - Ngọc Huyền, Hà Tiên
12. Cuốn Theo Chiều Gió (Anh Việt Thu)
13. Qua Cơn Mê (Trịnh Lâm Ngân) - Ngọc Huyền, Đặng Thế Luân

#### Liveshow Kỷ Niệm 25 Năm Ca Hát (2011)
1. LK Dân Ca Ba Miền: Gái Xuân (Từ Vũ, Nguyễn Bính), Lý Mười Thương, Bến Duyên Lành (Phạm Thế Mỹ) - Trường Vũ, Mạnh Quỳnh, Đặng Thế Luân, Ngọc Huyền
2. Tân cổ: Giữ Mãi Tình Yêu (Song Kiều) - Ngọc Huyền, Kim Tử Long
3. LK Sương Lạnh Chiều Đông (Mạnh Phát), Kể Chuyện Trong Đêm (Hoàng Trang) - Thanh Tuyền, Ngọc Huyền
4. Cải lương: Thanh Xà Bạch Xà (Hoàng Song Việt) - Mạnh Quỳnh, Kiều Sương, Mai Thế Hiệp, Ngọc Huyền, Võ đường Vovinam
5. Cải lương: Chuyện Ba Thế Hệ (Ngọc Huyền) - Phượng Liên, Ngọc Đáng, Phương Hồng Thủy, Đặng Thế Luân, Ngọc Huyền
6. S.O.S. (Shayla, Huỳnh Nhật Tân) - Shayla, Nguyễn Phước Huy
7. Party In USA - Hà Tiên, Bella, Juliane, Kiều Duyên, Charles Vũ, Maxime Vũ
8. Ca nhạc cảnh: Cleopatra (Mai Đức, Ngọc Huyền) - Trường Vũ, Ngọc Huyền, Võ đường Vovinam
9. LK Tình Ca Trên Lúa (Hoàng Thi Thơ), Gặp Nhau (Hoàng Thi Thơ), Thương Quá Việt Nam (Phạm Thế Mỹ) - Sơn Tuyền, Ngọc Huyền
10. Cải lương: Lương Sơn Bá, Chúc Anh Đài (Đức Phú) - Đặng Thế Luân, Ngọc Huyền
11. Cải lương: Võ Tắc Thiên (Ngọc Huyền) - Ngọc Huyền, Linh Tâm, Mai Thế Hiệp, Gia Bảo, Võ đường Vovinam
12. Tân cổ: Hồn Quê Ý Nhạc (Viễn Châu) - Phượng Liên, Thanh Tuyền, Phương Hồng Thủy, Kiều Sương, Ngọc Huyền, Hà Tiên
13. LK 5 Mùa: Nắng Có Còn Xuân (Đức Trí), Hạ Thương (Hàn Châu), Mưa Bong Bóng (Lý Quang Diệu), Thu Sầu (Lam Phương), Nỗi Buồn Đêm Đông (Anh Minh) - Linh Tâm, Đặng Thế Luân, Mạnh Quỳnh, Trường Vũ, Ngọc Huyền
14. Phi vân điệp khúc: Giữ Mãi Tình Yêu (Song Kiều) - Hợp ca

#### Tân Cổ Giao Duyên Tuyệt Tác Phẩm Soạn Giả Viễn Châu - Chút Tình Dạ Cổ Hoài Lang (2014)
1. Chút Tình Dạ Cổ Hoài Lang (Viễn Châu)
2. Dù Anh Nghèo (Tân nhạc: Tô Thanh Tùng, Cổ nhạc: Viễn Châu) - Ngọc Huyền, Vũ Luân
3. Ai Khổ Vì Ai (Tân nhạc: Thương Linh, Cổ nhạc: Viễn Châu)
4. Thiên Duyên Tiền Định (Tân nhạc: Lê Kim Khánh, Cổ nhạc: Viễn Châu) - Ngọc Huyền, Dương Đình Trí
5. Đồi Sim (Tân nhạc: Tuấn Khanh, Cổ nhạc: Viễn Châu)
6. Màu Hoa Bí (Tân nhạc: Võ Đông Điền, Cổ nhạc: Viễn Châu) - Ngọc Huyền, Vũ Luân
7. Người Mang Tâm Sự (Tân nhạc: Như Phy, Cổ nhạc: Viễn Châu)
8. Nhạt Nắng (Tân nhạc: Xuân Lôi, Y Vân, Cổ nhạc: Viễn Châu) - Ngọc Huyền, Châu Tuấn
9. Chút Kỷ Niệm Buồn (Tân nhạc: Tô Thanh Sơn, Cổ nhạc: Viễn Châu) - Ngọc Huyền, Trí Quang
10. Hoa Tím Lục Bình (Tân nhạc: Võ Đông Điền, Cổ nhac: Viễn Châu)
11. Cô Thắm Về Làng (Tân nhạc: Giao Tiên, Cổ nhạc: Viễn Châu) - Ngọc Huyền, Chí Tâm
12. Chim Trắng Mồ Côi (Tân nhạc: Hồng Xương Long, Minh Vy, Cổ nhạc: Viễn Châu) - Ngọc Huyền, Vũ Luân
13. Hoa Mộc Lan (Bạch Mai) - Ngọc Huyền, Linh Tâm
14. Chung Vô Diện (Cẩm Tâm) - Ngọc Huyền, Vũ Luân
15. Những đoạn phim cuối cùng với soạn giả Viễn Châu
16. Clip: Hồn Quê Ý Nhạc - Viễn Châu, Ngọc Huyền, Hà Tiên
17. Giọt Lệ Hàn Giang - Viết riêng cho Ngọc Huyền
18. Câu vọng cổ viết riêng cho Phùng Há

#### Về Chốn Bình Yên (2015)
1. Lời giới thiệu - Ngọc Huyền, Hòa Hiệp
2. Nguyện Cầu Quan Thế Âm (Nhật Khoa) - Ngọc Huyền, Kim Tiểu Long
3. Lạy Phật Dược Sư (Hàn Châu)
4. Địa Tạng Vương Bồ Tát (Hàn Châu)
5. Chúng Mình Cùng Ăn Chay (Hàn Châu) - Ngọc Huyền, Hòa Hiệp
6. Tân cổ: Hoa Bất Diệt (Chí Tâm)
7. Nụ Thương (Lê Minh Hiền)
8. Tâm Sự Người Cài Hoa Trắng (Thích Trường Khánh)
9. Mẹ Là Phật (Trọng Nghĩa)
10. Xuân Di Lạc (Hàn Châu) - Ngọc Huyền, Nguyễn Lê Bá Thắng
11. Lời Nói (Lê Minh Hiền) - Ngọc Huyền, Đặng Thế Luân
12. Nụ Cười (Lê Minh Hiền)
13. Mẹ Từ Bi (Chúc Linh)
14. Xin Thành Tâm Sám Hối (Hàn Châu)
15. Chào tạm biệt - Ngọc Huyền, Hòa Hiệp
16. Hậu trường sân khấu

#### Ngọc Huyền, Đặng Thế Luân - Duyên Kiếp (2015)
1. Lời giới thiệu - Ngọc Huyền, Đặng Thế Luân, Y Phương
2. Duyên Kiếp (Lam Phương) - Ngọc Huyền, Đặng Thế Luân
3. Sao Không Thấy Anh Về (Duy Khánh) - Ngọc Huyền, Đặng Thế Luân
4. Tương Tư Nàng Ca Sĩ (Kông Thanh Bích) - Đặng Thế Luân
5. Biển Dâu (Anh Bằng) - Ngọc Huyền
6. Về Đâu Mái Tóc Người Thương (Hoài Linh) - Đặng Thế Luân
7. Nối Lại Tình Xưa (Ngân Giang) - Ngọc Huyền, Đặng Thế Luân
8. Xa Vắng (Y Vân) - Ngọc Huyền
9. Cô Hàng Xóm (Anh Bằng) - Đặng Thế Luân
10. Mấy Nhịp Cầu Tre (Hoàng Thi Thơ) - Ngọc Huyền, Đặng Thế Luân
11. Trả Lại Thời Gian (Thanh Sơn) - Ngọc Huyền
12. Tân cổ: Hai Trái Tim Vàng (Tân nhạc: Trịnh Lâm Ngân, Vọng cổ: Viễn Châu) - Ngọc Huyền, Đặng Thế Luân
13. Trích đoạn: Lương Sơn Bá Chúc Anh Đài (Đức Phú) - Ngọc Huyền, Đặng Thế Luân
14. Hậu trường sân khấu

#### Sầu riêng (2024) - Webdrama
Phát sóng từ ngày 20-9-2024 trên kênh YouTube Ngọc Huyền Official, do chính cô đầu tư sản xuất, đóng chính. Nhờ bộ phim này, Ngọc Huyền được trao giải Ngôi Sao Xanh 2024  giải Nữ diễn viên xuất sắc nhất hạng mục không gian mạng.
Bộ phim "Sầu Riêng" kể về cuộc đời của một cô gái tên Ngọc Mua (Ngọc Huyền), về niềm đam mê được đi hát cải lương và tuồng cổ từ thuở nhỏ của Ngọc Mua, nhưng cô đã phải gác lại ước mơ vì tình yêu và trách nhiệm với con gái Hà Tiên (con gái Ngọc Huyền), từ đó tạo ra những xung đột sâu sắc trong gia đình khiến nhân vật chính phải đứng trước sự chọn lựa giữa tình cảm và nghề nghiệp trong cuộc sống.
Bộ phim do đạo diễn Khương Dừa dàn dựng và quy tụ những diễn viên như Bảo Quốc, Ngọc Giàu, Kiều Mai Lý, Bình Tinh, Bảo Chung, Ngọc Cương (con trai cố nghệ sĩ Chinh Nhân), Hà Tiên  (con gái Ngọc Huyền), Long Đẹp Trai, Hoà Hiệp và Dung Dăng Dung Dẻ.

### Trình diễn trên sân khấu thu hình

#### Trung tâm Asia
| STT | Tiết mục | Thể hiện với                                                                                   | Chương trình                 | Năm  |
| --- | --- | ---------------------------------------------------------------------------------------------- | ---------------------------- | ---- |
| 1   | Tân cổ: Mẹ chồng của tôi (Ngọc Huyền)                                                                                           | Thanh Tuyền                                                                                    | ASIA 43                      | 2004 |
| 2   | LK Giọt lệ đài trang (Châu Kỳ), Đôi ngã chia ly (Khánh Băng)                                                                    | Trường Vũ                                                                                      | ASIA 44                      | 2004 |
| 3   | Phận gái thuyền quyên (Nguyên Thảo, Giao Tiên)                                                                                  | Trường Vũ                                                                                      | ASIA 45                      | 2004 |
| 4   | Quê hương bỏ lại (Tô Huyền Vân)                                                                                                 | solo                                                                                           | ASIA 46                      | 2005 |
| 5   | Gánh hát rong (Anh Bằng, Ngọc Huyền)                                                                                            | solo                                                                                           | ASIA 47                      | 2005 |
| 6   | LK Chiều mưa biên giới và Sắc hoa màu nhớ (Nguyễn Văn Đông)                                                                     | Thanh Tuyền                                                                                    | ASIA 48                      | 2005 |
| 7   | Tân cổ: Lan và Điệp (Mạc Phong Linh, Mãi Thiết Lĩnh)                                                                            | Phương Vũ                                                                                      | ASIA 49                      | 2005 |
| 8   | Chiếc áo bà ba (Trần Thiện Thanh)                                                                                               | solo                                                                                           | ASIA 50                      | 2006 |
| 9   | LK Chuyện Hợp Tan, Chuyện Ba Người (Quốc Dũng)                                                                                  | Đặng Thế Luân                                                                                  | ASIA 51                      | 2006 |
| 10  | LK Chuyện Tình Hoa Trắng (Anh Bằng, Kiên Giang), Chuyện Giàn Thiên Lý (Anh Bằng, Yên Thao), Chuyện Hoa Sim (Anh Bằng, Hữu Loan) | Băng Tâm, Y Phụng, Đặng Thế Luân, Mạnh Đình                                                    | ASIA 52                      | 2006 |
| 11  | Hà Tiên (Lê Dinh) | solo                                                                                           | ASIA 52                      | 2006 |
| 12  | Câu Chuyện Đầu Năm (Hoài An) | Phương Vũ                                                                                      | ASIA 53                      | 2006 |
| 13  | Cải lương: Chung Vô Diệm | Tuấn Hùng, Hương Huyền                                                                         | ASIA 53                      | 2006 |
| 14  | LK: Kinh Khổ (Trầm Tử Thiêng) & Việt Nam Về Trong Nỗi Nhớ (Trầm Tử Thiêng, Trúc Hồ)                                             | Hợp Ca                                                                                         | ASIA 54                      | 2007 |
| 15  | 7000 Đêm Góp Lại (Trầm Tử Thiêng)                                                                                               | solo                                                                                           | ASIA 54                      | 2007 |
| 16  | Tình Đầu Một Thời Áo Trắng (Trầm Tử Thiêng)                                                                                     | Diễm Liên, Y Phương, Y Phụng, Băng Tâm, Thùy Hương, Thái Doanh Doanh, Tường Nguyên, Tường Khuê | ASIA 54                      | 2007 |
| 17  | Cải lương: Tiếng Trống Mê Linh (Trưng Vương, Việt Dung)                                                                         | solo                                                                                           | ASIA 55                      | 2007 |
| 18  | Tiếng Hát Mường Luông (Lê Dinh, Minh Kỳ)                                                                                        | solo                                                                                           | ASIA 56                      | 2007 |
| 19  | Tân cổ: Cánh Chim Bạt Gió (Nam Lộc, Ngọc Huyền, Bạch Mai)                                                                       | Đặng Thế Luân                                                                                  | ASIA 57                      | 2007 |
| 20  | Giờ Này Anh Ở Đâu (Khánh Băng)                                                                                                  | Như Quỳnh, Nguyễn Hồng Nhung                                                                   | ASIA 58                      | 2008 |
| 21  | Thương Về Vùng Hỏa Tuyến (Anh Bằng, Vũ Chương)                                                                                  | solo                                                                                           | ASIA 58                      | 2008 |
| 22  | Hoa Nở Về Đêm (Mạnh Phát) | solo                                                                                           | ASIA 59                      | 2008 |
| 23  | LK Duyên Kiếp, Trăm Nhớ Ngàn Thương, Thu Sầu (Lam Phương)                                                                       | Đặng Thế Luân, Băng Tâm, Đan Nguyên, Y Phụng, Tường Nguyên, Tường Khuê                         | ASIA 59                      | 2008 |
| 24  | Cải lương: Mạnh Lệ Quân Kỳ Nữ                                                                                                   | Thiên Kim                                                                                      | ASIA 60                      | 2008 |
| 25  | Chuyện Buồn Ngày Xuân (Lam Phương)                                                                                              | solo                                                                                           | ASIA 60                      | 2008 |
| 26  | Tân cổ: Tạ Từ Trong Đêm | Chí Tâm                                                                                        | ASIA 61                      | 2009 |
| 27  | Chuyện Tình Ngưu Lang Chức Nữ (Lê Minh Bằng)                                                                                    | solo                                                                                           | ASIA 64                      | 2009 |
| 28  | Hai Mùa Noel (Nguyễn Vũ) | Đặng Thế Luân                                                                                  | ASIA Đêm Giáng Sinh          | 2009 |
| 29  | Bài Thánh Ca Buồn (Nguyễn Vũ)                                                                                                   | solo                                                                                           | ASIA Đêm Giáng Sinh          | 2009 |
| 30  | Đón xuân này nhớ xuân xưa (Châu Kỳ)                                                                                             | solo                                                                                           | ASIA Đón Giao Thừa           | 2010 |
| 31  | Rước Tình Về Với Quê Hương (Hoàng Thi Thơ)                                                                                      | Sơn Ca                                                                                         | ASIA 65                      | 2010 |
| 32  | Tân cổ: Biết Đến Bao Giờ (Lam Phương, Ngọc Huyền)                                                                               | solo                                                                                           | ASIA 66                      | 2010 |
| 33  | Chuyện Tình Người Đan Áo (Trường Sa)                                                                                            | solo                                                                                           | ASIA Noel, Noel              | 2010 |
| 34  | Tân cổ: Áo Đẹp Nàng Dâu (Lê Minh Bằng, Viễn Châu)                                                                               | Phương Vũ                                                                                      | ASIA 67                      | 2011 |
| 35  | Đà Lạt Xa Nhau (Anh Bằng) | solo                                                                                           | ASIA Golden 1                | 2011 |
| 36  | Tân cổ: Chiều Thương Đô thị (Song Ngọc, Hoài Linh, Ngọc Huyền)                                                                  | Phương Vũ                                                                                      | ASIA 68                      | 2011 |
| 37  | Cám Ơn Anh (Trúc Hồ, Trầm Tử Thiêng)                                                                                            | Tâm Đoan, Tường Nguyên, Tường Khuê                                                             | ASIA Golden 2                | 2011 |
| 38  | Cho Kỷ Niệm Mùa Đông (Anh Bằng)                                                                                                 | solo                                                                                           | ASIA Noel Mùa Tình Yêu       | 2011 |
| 39  | Cánh Thiệp Đầu Xuân (Lê Dinh)                                                                                                   | solo                                                                                           | ASIA Xuân Hy Vọng            | 2012 |
| 40  | Tân cổ: Còn Thương Rau Đắng Mọc Sau Hè                                                                                          | Tường Nguyên                                                                                   | ASIA 69                      | 2012 |
| 41  | Mùa Sao Sáng (Nguyễn Văn Đông)                                                                                                  | solo                                                                                           | ASIA Niềm Vui Mùa Giáng Sinh | 2012 |
| 42  | Cõi Nhớ (Sông Trà) | solo                                                                                           | ASIA 71                      | 2013 |
| 43  | Cải lương: Tấm Lòng Của Biển (Hà Triều, Hoa Phượng)                                                                             | Phượng Liên                                                                                    | ASIA 72                      | 2013 |
| 44  | Duyên quê (Hoàng Thi Thơ) | Nhật Lâm                                                                                       | ASIA 73                      | 2013 |
| 45  | Đêm Tâm Sự (Trúc Phương) | solo                                                                                           | ASIA 74                      | 2014 |
| 46  | Cải lương: Tiếng Trống Mê Linh (Trưng Vương, Việt Dung)                                                                         | Y Phụng, Mạnh Quỳnh, Tuấn Châu, Văn Chung                                                      | ASIA 75                      | 2014 |
| 47  | LK Đồn vắng chiều Xuân, Khúc giao mùa (Trần Thiện Thanh)                                                                        | Đăng Vũ                                                                                        | ASIA Liên khúc Mùa Xuân      | 2015 |
| 48  | Tàu về quê hương (Hồng Vân) | Nhật Lâm                                                                                       | ASIA 76                      | 2015 |
| 49  | Lời ru của mẹ (Trầm Tử Thiêng, Tấn An)                                                                                          | solo                                                                                           | ASIA Golden 4                | 2015 |
| 50  | Đường về quê hương (Lam Phương)                                                                                                 | Tuấn Vũ                                                                                        | ASIA 77                      | 2015 |
| 51  | Ai lên xứ hoa đào (Hoàng Nguyên)                                                                                                | solo                                                                                           | ASIA Mừng Xuân               | 2016 |

#### Trung tâm Vân Sơn
| STT | Tiết mục                          | Thể hiện với | Chương trình | Năm  |
| --- | --------------------------------- | ------------ | ------------ | ---- |
| 1   | Nhớ chi lạ Huế ơi (Thủy Lâm Sinh) | solo         | Vân Sơn 48   | 2012 |

#### SBTN
| STT | Tiết mục                          | Thể hiện với  | Chương trình               | Năm  |
| --- | --------------------------------- | ------------- | -------------------------- | ---- |
| 1   | Đường Xưa Lối Cũ (Hoàng Thi Thơ)  | solo          | Một Chút Quà Cho Quê Hương | 2021 |
| 2   | Đường Về Quê Hương (Lam Phương)   | Vũ Quang Vinh | Một Chút Quà Cho Quê Hương | 2021 |
| 3   | Kể Chuyện Trong Đêm (Hoàng Trang) | solo          | Tình Yêu Tình Người        | 2021 |

#### Bước chân hai thế hệ
| STT | Tiết mục                                          | Thể hiện với                                                        | Chương trình            | Năm  |
| --- | ------------------------------------------------- | ------------------------------------------------------------------- | ----------------------- | ---- |
| 1   | Tân cổ: Ông Bà Anh (Lê Thiện Hiếu, Tô Thiên Kiều) | Dương Đình Trí                                                      | Bước Chân Hai Thế Hệ 19 | 2016 |
| 2   | Bánh Phồng Tôm (Loan Thảo)                        | Dương Đình Trí                                                      | Bước Chân Hai Thế Hệ 20 | 2017 |
| 3   | Vùng Lá Me Bay (Anh Việt Thanh)                   | Dương Đình Trí                                                      | Bước Chân Hai Thế Hệ 21 | 2018 |
| 4   | Tựa Cánh Bèo Trôi (Hoàng Minh)                    | solo                                                                | Bước Chân Hai Thế Hệ 21 | 2018 |
| 5   | Trích đoạn: Xa Phu Đi Sứ (Đức Phú)                | Dương Đình Trí                                                      | Bước Chân Hai Thế Hệ 21 | 2018 |
| 6   | Mùa Xuân Gửi Em (Minh Kỳ, Lê Dinh)                | solo                                                                | Bước Chân Hai Thế Hệ 23 | 2019 |
| 7   | Tân cổ: Lý Chim Quyên                             | Dương Đình Trí                                                      | Bước Chân Hai Thế Hệ 23 | 2019 |
| 8   | Búp Bê Không Tình Yêu (LV: Vũ Xuân Hùng)          | solo                                                                | Bước Chân Hai Thế Hệ 23 | 2019 |
| 9   | Tình Yêu Thủy Thủ                                 | Dương Đình Trí                                                      | Bước Chân Hai Thế Hệ 23 | 2019 |
| 10  | Ly Rượu Mừng (Phạm Đình Chương)                   | Trương Minh Quốc Thái, Nenita, Nam Cường, Ngọc Liên, Dương Đình Trí | Bước Chân Hai Thế Hệ 23 | 2019 |

#### Trung tâm Thúy Nga

##### Chương trình Paris By Night
| STT | Tiết mục                                             | Thể hiện với | Chương trình       | Năm  |
| --- | ---------------------------------------------------- | ------------ | ------------------ | ---- |
| 1   | Đầu Năm Đi Lễ (Ngọc Sơn)                             | Solo         | Paris By Night 131 | 2021 |
| 2   | Tân cổ: Xuân Trên Đất Khách (Quốc Dũng, Ngọc Huyền)  | Thanh Tuyền  | Paris By Night 132 | 2022 |
| 3   | Cải lương hồ quảng: Tình Người Kiếp Rắn (Ngọc Huyền) | Hương Thủy   | Paris By Night 136 | 2024 |
| 4   | Tân cổ: Chàng Là Ai (Nguyễn Hữu Thiết, Viễn Châu)    | Thanh Tuyền  | Paris By Night 137 | 2024 |

##### Chương trình Thúy Nga Music Box
| STT | Tiết mục                                                                                     | Thể hiện với              | Chương trình           | Năm  |
| --- | -------------------------------------------------------------------------------------------- | ------------------------- | ---------------------- | ---- |
| 1   | Đạo Hiếu Sinh (Nguyễn Tâm)                                                                   | Kim Tiểu Long, Hương Thủy | Thúy Nga Music Box #34 | 2021 |
| 2   | Trích đoạn: Hàn Mặc Tử (Viễn Châu)                                                           | Kim Tiểu Long, Hương Thủy | Thúy Nga Music Box #34 | 2021 |
| 3   | LK Trách Ai Vô Tình (Nhật Ngân), Lý Son Sắc (Lời: Phố Thu), Lý Chiều Chiều (Lời: Ngọc Huyền) | Kim Tiểu Long, Hương Thủy | Thúy Nga Music Box #34 | 2021 |
| 4   | Trích đoạn: Thanh Xà Bạch Xà (Ngọc Huyền & Nguyễn Tâm)                                       | Kim Tiểu Long, Hương Thủy | Thúy Nga Music Box #34 | 2021 |

###### Liveshow
| STT | Tiết mục                                                       | Thể hiện với                                                                          | Chương trình                             | Năm  |
| --- | -------------------------------------------------------------- | ------------------------------------------------------------------------------------- | ---------------------------------------- | ---- |
| 1   | Xin Thời Gian Qua Mau (Lam Phương)                             | Solo                                                                                  | Liveshow Thanh Tuyền Một Đời Cho Âm Nhạc | 2020 |
| 2   | LK Trả Lại Thời Gian & Hoa Tím Người Xưa (Thanh Sơn)           | Thanh Tuyền, Phương Hồng Quế, Sơn Tuyền, Như Quỳnh, Mai Thiên Vân                     | Liveshow Thanh Tuyền Một Đời Cho Âm Nhạc | 2020 |
| 3   | Trích đoạn: Con Gái Mạnh Lệ Quân (Bạch Mai)                    | Phương Hồng Thủy                                                                      | Liveshow Thanh Tuyền Một Đời Cho Âm Nhạc | 2020 |
| 4   | LK Chiều Mưa Biên Giới & Hải Ngoại Thương Ca (Nguyễn Văn Đông) | Thanh Tuyền, Chế Linh, Anh Khoa, Phương Hồng Quế, Sơn Tuyền, Như Quỳnh, Mai Thiên Vân | Liveshow Thanh Tuyền Một Đời Cho Âm Nhạc | 2020 |
| 5   | Cát Bụi Cuộc Đời (Hà Sơn)                                      | solo                                                                                  | Hãy Yêu Như Chưa Yêu Lần Nào             | 2021 |